# Гандо, Марселен
Эме Марселен Гандо Биала (фр. Aimé Marcelin Gando Biala; 27 февраля 1997, Лум, Прибрежный регион) — камерунский футболист, полузащитник.

## Биография

### Клубная карьера
На родине выступал за клубы «Униспорт» (Бафанг), «Лез Астр» и «Нью Стар» (Дуала). Последним клубом футболиста перед отъездом в Европу стал «Апеджес» (Мфу).
В 2016 году перешёл в таллинскую «Левадию». Первый матч в чемпионате Эстонии сыграл 5 марта 2016 года против «Флоры», заменив на 85-й минуте Даниила Ратникова. Первый гол в высшей лиге забил 18 марта 2016 года в ворота «Транса». В 2018 году вошёл в топ-10 бомбардиров чемпионата с 14 забитыми голами, в том числе сделал «покер» 26 мая 2018 года в матче против «Вапруса». В 2020 году стал четвёртым бомбардиром сезона (11 голов). Четырёхкратный серебряный (2016, 2017, 2018, 2019) и бронзовый (2020) призёр чемпионата Эстонии, обладатель Кубка (2018) и Суперкубка (2018).
В начале 2021 года перешёл в кипрский клуб «Эносис», с которым по итогам сезона 2020/21 вылетел из высшего дивизиона в первый.